# Knooppunt Brugge
Het knooppunt Brugge is de verkeerswisselaar tussen de A10/E40 en de A17/E403 net ten zuiden van de Belgische stad Brugge. De verkeerswisselaar ligt op het grondgebied van Oostkamp en Loppem, tussen beide dorpskernen in. Naar het noorden toe gaat van hieruit de A17 direct over in de N31, die langs het Brugse stadscentrum om loopt en voor de verbinding met Zeebrugge en de haven zorgt.
Het knooppunt is een typisch klaverblad.
| Aansluitende wegen            | Aansluitende wegen      | Aansluitende wegen               | Aansluitende wegen | Aansluitende wegen |
| ----------------------------- | ----------------------- | -------------------------------- | ------------------ | ------------------ |
|                               |                         | richting Brugge-west / Zeebrugge |                    |                    |
|                               |                         |                                  |                    |                    |
| richting Duinkerke / Oostende | richting Gent / Brussel |                                  |                    |                    |
|                               |                         |                                  |                    |                    |
|                               |                         | richting Kortrijk / Doornik      |                    |                    |

Aalbeke · Antwerpen-Centrum · Antwerpen-Haven · Antwerpen-Noord · Antwerpen-Oost · Antwerpen-West · Antwerpen-Zuid · Arquennes · Battice · Beaufays · Beveren · Bois-d'Haine · Brugge · Cerexhe · Charleroi-Nord · Charleroi-Sud · Cheratte · Daussoulx · Destelbergen · Doornik · Familleureux · Fexhe-Slins · Gent-Centrum · Gouy · Grâce-Hollogne · Groot-Bijgaarden · Hautrage · Hauts-Sarts · Heppignies · Heverlee · Hoog-Itter · Houdeng-Goegnies · Jabbeke · Jemappes · Kortrijk-West · Kortrijk-Zuid · Leonardkruispunt · Loncin · Lummen · Machelen · Marcinelle · Marquain · Merelbeke · Moorsele · Neufchâteau · Ranst · Sint-Stevens-Woluwe · Strombeek-Bever · Thiméon · Ville-sur-Haine · Vottem · Wilrijk-Valaar · Zaventem · Zwijnaarde